# Q Sharp
 (janvier 2018).
Le Q# (ou Q Sharp) est un langage de programmation utilisé pour simuler des algorithmes quantiques.
Développé par Microsoft, une bêta est lancée le 11 décembre 2017 (the Microsoft Quantum Development Kit Preview).
Ce langage est inclus dans Visual Studio en téléchargeant le kit de développement quantum sur le site de Microsoft. 

## Traits caractéristiques

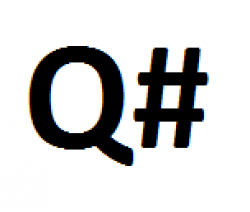
Symbolise le langage quantique Q# de Microsoft

La caractéristique principale de Q # est la possibilité de créer et d'utiliser des qubits pour générer des algorithmes. En conséquence, certaines des caractéristiques les plus importantes de Q # sont la capacité à intriquer et introduire une superposition de qubits via des portes de Fonction NON contrôlées  et des portes de Hadamard. De même via des portes de Toffoli et des matrices de Pauli et bien d'autres qui sont utilisées pour une grande variété d'opérations.

## Exemple
```
operation
 
BellTest
 
(
count
 
:
 
Int
,
 
initial
:
 
Result
)
 
:
 
(
Int
,
Int
,
Int
)

{

    
body

    
{

        
mutable
 
numOnes
 
=
 
0
;

        
mutable
 
agree
 
=
 
0
;

        
using
 
(
qubits
 
=
 
Qubit
[
2
])

        
{

            
for
 
(
test
 
in
 
1.
.
count
)

            
{

                
Set
 
(
initial
,
 
qubits
[
0
]);

                
Set
 
(
Zero
,
 
qubits
[
1
]);

                
H
(
qubits
[
0
]);

                
CNOT
(
qubits
[
0
],
qubits
[
1
]);

                
let
 
res
 
=
 
M
 
(
qubits
[
0
]);

                
if
 
(
M
 
(
qubits
[
1
])
 
==
 
res
)

                
{

                    
set
 
agree
 
=
 
agree
 
+
 
1
;

                
}

                
// Count the number of ones we saw:

                
if
 
(
res
 
==
 
One
)

                
{

                    
set
 
numOnes
 
=
 
numOnes
 
+
 
1
;

                
}

            
}

            
Set
(
Zero
,
 
qubits
[
0
]);

            
Set
(
Zero
,
 
qubits
[
1
]);

        
}

        
// Return number of times we saw a |0> and number of times we saw a |1>

        
return
 
(
count
 
-
 
numOnes
,
 
numOnes
,
 
agree
);

    
}

}

```

## Sources
- Microsoft : The Q# Programming Language[4]

- Microsoft : Write a quantum program[5]